# Städtisches Gymnasium Rheinbach
Das Städtische Gymnasium Rheinbach (SGR) ist das einzige städtische Gymnasium in Rheinbach bei Bonn und eines von zwei Gymnasien der Stadt. Im Jahre 1852 gegründet, ist es die älteste Schule in Rheinbach und eines der ältesten Gymnasien im Bonner Raum.

## Geschichte

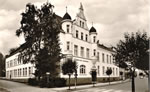
Altes Gebäude des Städtischen Gymnasiums Rheinbach

1852 wurde in Rheinbach eine Höhere Lehranstalt gegründet. Sie wurde 1874 zu einem Progymnasium ausgebaut, d. h. einem Gymnasium, das nicht alle Jahrgangsstufen anbietet. Im Jahr 1909 wurde die Schule unter dem Rheinbacher Bürgermeister Karl Commeßmann (1897 – 1926) zu einem Vollgymnasium erweitert. Der Neubau am heutigen Standort in der Königsberger Straße wurde 1976 bezogen. Dem Schulgebäude ist eine Mensa angegliedert.

## Schulprofil

### Fremdsprachenunterricht
Englischunterricht wird ab Klasse 5, Französischunterricht oder wahlweise Lateinunterricht (ab Schuljahr 2017/2018) ab Klasse 6 erteilt. Ab der achten Klasse kann das Fach Latein, ab 2020/2021 Spanisch, belegt werden. Ab Klasse 10 kann vierstündiger Spanischunterricht gewählt werden. Englisch kann als Leistungskursfach in der Oberstufe belegt werden. Ein Leistungskurs im Fach Französisch wird in unregelmäßigen Abständen bei genügend Interessenten eingerichtet.
Die Schule bietet in der Sekundarstufe I bilingualen Unterricht in englischer Sprache an. Nach zwei zusätzlichen Wochenstunden Englisch in der fünften und sechsten Klasse, werden in den Klassen 7 bis 9 die Gesellschaftswissenschaften Erdkunde, Geschichte und Politik auf Englisch unterrichtet. Inzwischen wird auch das Biologie im bilingualen Zweig in einzelnen Modulen bereits ab Klasse 5 auf Englisch unterrichtet.
Das SGR unterhält Austauschprogramme mit vier ausländischen Schulen, deren teilnehmende Schüler in der Regel für sieben Tage an die Partnerschule reisen: Ein Englisch-Austausch wird mit der Coopers' Company and Coborn School im englischen Upminster (Ost-London) durchgeführt. Seit 2002 besteht ein auf Englisch geführter Austausch mit der Branch of Beijing No. 15 Middle School. Einen Französisch-Austausch gibt es mit dem Lycée Mariette in Boulogne-sur-Mer am Ärmelkanal (Département Pas-de-Calais), an dem Neuntklässler teilnehmen.
Das SGR wurde 2016 für sein Sprachenprofil mit dem Exzellenz-Zertifikat CertiLingua ausgezeichnet.

### Kooperationen in Naturwissenschaften und Wirtschaft
Das SGR kooperiert mit der Hochschule Bonn-Rhein-Sieg in den Fächern Physik und Chemie sowie im Rahmen der Studienorientierung. Die Schule bietet Arbeitsgemeinschaften in Robotik und naturwissenschaftlichem Experimentieren an. Seit 2017 ist die Schule offizieller Partner der Firma BWI, mit der sie im Bereich IT kooperiert.
Im Bereich der Wirtschaft bietet das Gymnasium das Fach Sozialwissenschaften auch mit wirtschaftlichem Schwerpunkt an. Praxisbezug wird durch die Zusammenarbeit mit Unternehmen wie BMW, Kreissparkasse, Procter & Gamble, Raiffeisenbank und der Werkstoffzentrum Rheinbach GmbH gewährleistet. Im Schulunterricht werden Projekte wie ein StartUp-Wettbewerb oder ein Börsenspiel durchgeführt.

### Soziales Engagement
Ab Klasse 8 können Schüler für den Schülersanitätsdienst ausgebildet werden, der während Unterricht, Pausen und Schulveranstaltungen zur Verfügung steht. Eine Arbeitsgemeinschaft ermöglicht Schülern gleichen Alters die Ausbildung zu Streitschlichtern für Konflikte unter Schülern.
Klassenübergreifend wird das Sozialprojekt Togo für eine Schule in Togo verfolgt, für das die Schüler vor allem Gelder sammeln. Eine Schülervertretung kümmert sich um schulalltägliche Belange der Schüler und wird von den Schülern selbst gewählt.

### Weitere Aktivitäten und Angebote
Schüler der Klassen 5 bis 7 können nachmittags durch die Elterninitiative Carpe Diem betreut werden. Eine 2012 neu errichtete Mensa sichert eine gesunde Verpflegung der Schüler. Finanziell wird die Betreuung durch staatliche Zuschüsse und einen Elternbeitrag getragen.
In Arbeitsgruppen organisiert gibt es am SGR drei Chöre, zwei Orchester, zwei Rockbands und eine Bigband. Weitere Arbeitsgruppen widmen sich Ton- und Lichttechnik, Stimmbildung und Medien sowie (für jüngere Schüler) Theater. Sport-Arbeitsgemeinschaften werden für Sportarten von Fußball und Tennis über Golf bis Klettern angeboten. Außerdem wird inklusive eines China-Austausches eine China-AG angeboten.
Als „wichtiges Element“ der Erprobungsstufe (5. und 6. Klasse) bezeichnet die Schule die Freie Arbeit, die in der Klasse 5 zwei Wochenstunden, in der Klasse 6 eine Wochenstunde einnimmt. Sie habe am SGR eine zehnjährige Tradition und solle den Schülern den Übergang von der Grundschule auf das Gymnasium erleichtern. Im Zuge der Optimierung der individuellen Förderung wurde dieses Konzept durch so genannte IDA und FRIDA-Kurse (Individuelles bzw. Freies Individuelles Arbeiten) abgelöst.
Für seine zahlreichen pädagogischen Projekte und Kooperationen wurde das SGR 2015 als Referenzschule im Netzwerk Zukunftsschulen NRW ausgezeichnet. Es ist außerdem CertiLingua-Exzellenz-Schule.

## Ehemalige Schüler
- Franz Courth (1940–1998), Theologe, Professor und Pallottiner
- Wolfgang Niedecken (* 1951), Musiker und bildender Künstler
- Norbert Röttgen (* 1965), CDU-Politiker, Bundesminister
- Albrecht Lahme alias Lasse Samström (* 1969), Slam-Poet
- Barbara Ruscher (* 1969), Kabarettistin und Autorin
- Uwe Klimmeck (* 1965), Filmschnitteditor und Kameramann
- Stefan Grandinetti (* 1964), Medien-Professor und Emmy-Award-Gewinner
- Tobias Becker (* 1978), Discjockey
- Pius Heinz (* 1989), Poker-Weltmeister
- Rüdiger Lange (* 1953), Herzchirurg

## Weiterführende Literatur
- Geißler, Petra (1977). 125 Jahre Städtisches Gymnasium. Band X 5. Veröffentlichung laut einem Register der Stadt Rheinbach vom Juni 2008
- Städtisches Gymnasium Rheinbach und Verein der Freunde, Förderer und Ehemaligen (Hg.) [Red.-Ltg.: Henning v. Köller u. Günter Detro] (2002). 150 Jahre Städtisches Gymnasium. 1852–2002. Rheinbach: Druckpartner Moser.
- Mies, Horst (2008). Anpassung oder Resistenz? Katholische Kirche und Städtisches Gymnasium im Dritten Reich (= Geschichte in Rheinbach 3). Rheinbach: CMZ-Verlag. ISBN 978-3-87062-097-4 (zwei Aufsätze; zweiter Aufsatz behandelt das SGR und das Hermann-Josef-Kolleg)
- Ursel und Jürgen Zänker: Bauen im Bonner Raum 49–69. Versuch einer Bestandsaufnahme (= Landschaftsverband Rheinland [Hrsg.]: Kunst und Altertum am Rhein. Führer des Rheinischen Landesmuseums in Bonn. Nr. 21). Rheinland-Verlag, Düsseldorf 1969, S. 102/103.
- Städtisches Progymnasium Rheinbach (Hrsg.): Programm des Städtischen Progymnasiums zu Rheinbach für die Schuljahre 1884–1903. Digitalisat
- Städtisches Progymnasium Rheinbach (Hrsg.): Bericht über die Schuljahre 1903–1908. Digitalisat
- Städtisches Gymnasium Rheinbach (Hrsg.): Bericht über die Schuljahre 1908–1911. Digitalisat
- Städtisches Gymnasium Rheinbach (Hrsg.): Bericht über das Schuljahr 1914–1915. Digitalisat